# Caochuan
Caochuan (kinesiska: 曹川, 曹川镇) är en köping i Kina. Den ligger i provinsen Shanxi, i den norra delen av landet, omkring 340 kilometer söder om provinshuvudstaden Taiyuan. Antalet invånare är 22 100. Befolkningen består av 10 276 kvinnor och 11 824 män. Barn under 15 år utgör 15,0 %, vuxna 15-64 år 75 %, och äldre över 65 år 8,0 %.
Genomsnittlig årsnederbörd är 692 millimeter. Den regnigaste månaden är juli, med i genomsnitt 144 mm nederbörd, och den torraste är december, med 3 mm nederbörd.